# Dejan Koban

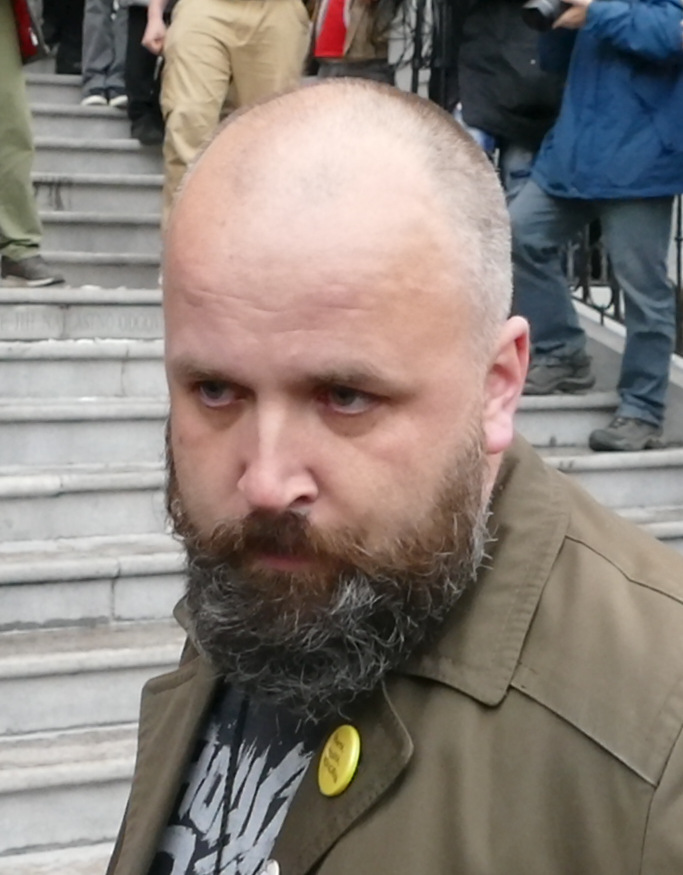
Dejan Koban

Dejan Koban (* 1979 in Jesenice, SFR Jugoslawien) ist ein slowenischer Lyriker und Editor.

## Leben und Werk
Koban besuchte eine Schule für Druck- und Papiertechnik in Ljubljana und arbeitet als Editor beim slowenischen öffentlich-rechtlichen Fernsehen.
Mit dem Verfassen von Lyrik beschäftigte er sich schon während seiner Schulzeit und veröffentlichte 1997 seinen ersten Gedichtband Tebi („Dir“). 2016 gewann er den ersten Preis beim jährlichen Dichterturnier in Maribor. Koban experimentiert in seiner Poesie mit verschiedenen audiovisuellen Montagetechniken, ein weiterer Fokus seiner Beschäftigung mit Lyrik liegt in der performativen Darstellung seiner Poesie. Er ist Sänger des Musikkollektivs nevem nevem, das seine Texte vertont. Koban wählt bei der Inszenierung seiner Poesie oft ungewohnte Zugänge. 2018 rieb er bei einer Lesung seiner Poesie seine Handinnenflächen an Schleifpapier blutig. Dies bezeichnete er als Antwort auf den Vorwurf, Dichter würden nicht richtig arbeiten und hätten daher sanfte und reine Hände. 2021 ließ er sich im Rahmen des Projekts pre_več 27 eigens dafür verfasste Gedichte von 27 slowenischen Dichtern auf seinen Körper tätowieren und präsentierte das Ergebnis in der Galerie ŠKUC in Ljubljana. Nach der Präsentation verblieb Koban noch dreieinhalb Tage als Ausstellungsobjekt („lebendiges Buch“) in der Galerie.
Ebenso von großer Bedeutung sind seine Aktivitäten rund um die Promotion slowenischer Poesie. 2005 gründete er gemeinsam mit Veronika Dintinjana die Veranstaltungsreihe Mlade rime („Junge Reime“), die jungen Dichtern eine frei zugängliche Plattform zur Präsentation und Diskussion ihrer Poesie bietet. Ebenso ist er Gründer des informellen Künstlerkollektivs Ignor, das regelmäßig künstlerische Abende im autonomen Kulturzentrum Metelkova ausrichtet. Während der Coronakrise hielt er regelmäßige Lesungen slowenischer Lyrik im Internet ab. 2022 gründete er mit Miha Maurič den Verlag Črna skrinjica, der der Promotion junger und alternativer lyrischer Stimmen dienen soll.
Koban engagiert sich darüber hinaus als politischer Aktivist. Auf den Freitagsprotesten gegen die Regierung Janez Janša las er u. a. Poesie und gab die Lyrikanthologie Beseda upora („Word des Widerstands“) heraus. Bei einer gegen Israel gerichteten Demonstration wurde er von der slowenischen Polizei verhaftet und mit einer Geldstrafe belegt. Koban legte dagegen Beschwerde ein und gab an, von Polizisten körperlich angegriffen worden zu sein.
Aufgrund seiner vielschichtigen Präsenz in der slowenischen Lyrikszene und seiner kreativen Zugänge gilt Koban mittlerweile als „Institution“ der slowenischen Poesie.

## Publikationen

### Gedichtbände
- 2020: Klastrfak. Koban - Romih – Šali. Ljubljana: Lud Šerpa.
- 2020: Najbolj idiotska avtobiografija na svetu in izven. Ljubljana: NUZ Ignor, Literarno društvo IA.
- 2020: Mehanizem alge. Nabrane pesmi. Ljubljana: samozal. Blablabla & Bla : Ignor : Literarno društvo IA.
- 2016: Frekvence votlih prostorov. Kjer so žirafe resen prometni problem. Ljubljana: Lud Šerpa.
- 2013: Razporeditve. Ljubljana: Lud Šerpa.
- 2008: Metulji pod tlakom. Podnart: samozal. Blablabla & Bla.
- 1997: Tebi. Ljubljana: Srednja šola tiska in papirja.

### Herausgeberschaften
- 2022: Beseda upora. Ljubljana: samozal. Blablabla & Bla.